# Armand Tanny
Armand Tanny (5 de marzo de 1919 — 4 de abril de 2009) fue un culturista estadounidense, que ganó los títulos nacionales de Estados Unidos en 1949 y 1950.
Después de estudiar en la Universidad de Rochester, se trasladó a Los Ángeles para estudiar en el UCLA. Serviría en la Guardia Costera de Estados Unidos en la Segunda Guerra Mundial, hasta ser licenciado por lesión. Posteriormente, completó su licenciatura en fisioterapia. 
Tanny abogó por una dieta de alimentos crudos. Prefería el atún, la carne de res, la langosta, así como los frutos secos, las frutas y las verduras. Tanny, el hermano menor del empresario de fitness Vic Tanny, fue levantador de pesas antes de convertirse en fisicoculturista. Obtuvo el primer lugar en la competición de Pro. Mr. America de 1949 y Mr. USA de 1950.
Más tarde, como parte de un grupo de culturistas del espectáculo de Mae West, organizó una huelga cuando West intentó reducir el salario del grupo. Pasó gran parte de su carrera escribiendo sobre fitness y apareció en numerosas revistas de culturismo.